# Герард Денгофф (воєвода дерптський)
Герард Денгофф (*Gerard Denhoff, бл. 1554 — 1602) — державний діяч, урядник Речі Посполитої. Відомий також як Герард Денгофф Старший.

## Життєпис
Походив з німецького лівонського шляхетського роду Денгоффів власного гербу. Син Германа Денгоффа, старости дурбенського, і Анни Йоден. Народився близько 1554 року у містечку Стралзде (Курляндія, сьогодні Талсинський край Латвії).
Після смерті батька у 1574 році успадкував містечко Коц у Німеччині, а також маєтки Ліхули і Хаапсалу в дерптському воєводстві. У 1580 році одружився з представницею німецького роду фон Цвейлфельн. Основна служба відбувалася в Лівонії, де Герард Денгофф відстоював інтерси Великогоо князівства Литовського.
У 1598 році призначено дерптським воєводою. У 1600 році організував оборону цих земель від шведського вторгнення. 1601 року після перемоги військ Речі Посполитої у битві під Кокенгаузеном зумів відновити владу над більшою частиною дерптського воєводства. Помер від хвороби у 1602 році.

## Родина
Дружина — Маргарита, донька Герлаха фон Цвайлфельн.
Діти:
- Ернест Магнус (1581—1642), воєвода перновський
- Каспер (1588—1645), князь Священної Римської імперії, воєвода дерптський
- Анна (1585—1639), дружина Германа фон Моделя
- Герард (1590—1648), воєвода поморський
- Герман (1591—1620), ротмістр німецьких рейтар